# Kerakera-onna
A Kerakera-onna ( japonês 倩兮女 lit. "Mulher rindo" ou "Mulher cacarejando") é uma personagem do folclore japonês, temida como um espírito vingativo, encontrado nos Distritos da luz vermelha. 
A Kerakera-onna aparece com uma mulher enorme, de meia-idade, vestindo um quimono colorido de bordel, com maquiagem espessa e batom exagerado. Se esconde em becos e estradas vazias, dançando, rindo e zombando da profissão que as levou à morte. Ela raramente é vista fora do Distrito da luz vermelha – o local responsável pela sua criação.
Quando um homem passa por uma rua ou beco vazio assombrado por uma Kerakera-onna, ela solta uma gargalhada horrível e estridente que só pode ser ouvida por ele. Alguém de coração fraco desmaia na hora, mas quem consegue fugir, descobre que, não importa para onde vá, ou para quem se volte, a gargalhada ecoa em seus ouvidos; ninguém mais pode ouvir. Eventualmente, esses homens ficam loucos pelas risadas incessantes – vingança pela vida inteira de abusos pelos quais a Kerakera-onna passou.